# Condylostylus suavium
Condylostylus suavium är en tvåvingeart som först beskrevs av Walker 1849.  Condylostylus suavium ingår i släktet Condylostylus och familjen styltflugor.
Artens utbredningsområde är Jamaica. Inga underarter finns listade i Catalogue of Life.